# St. Martin (Altessing)

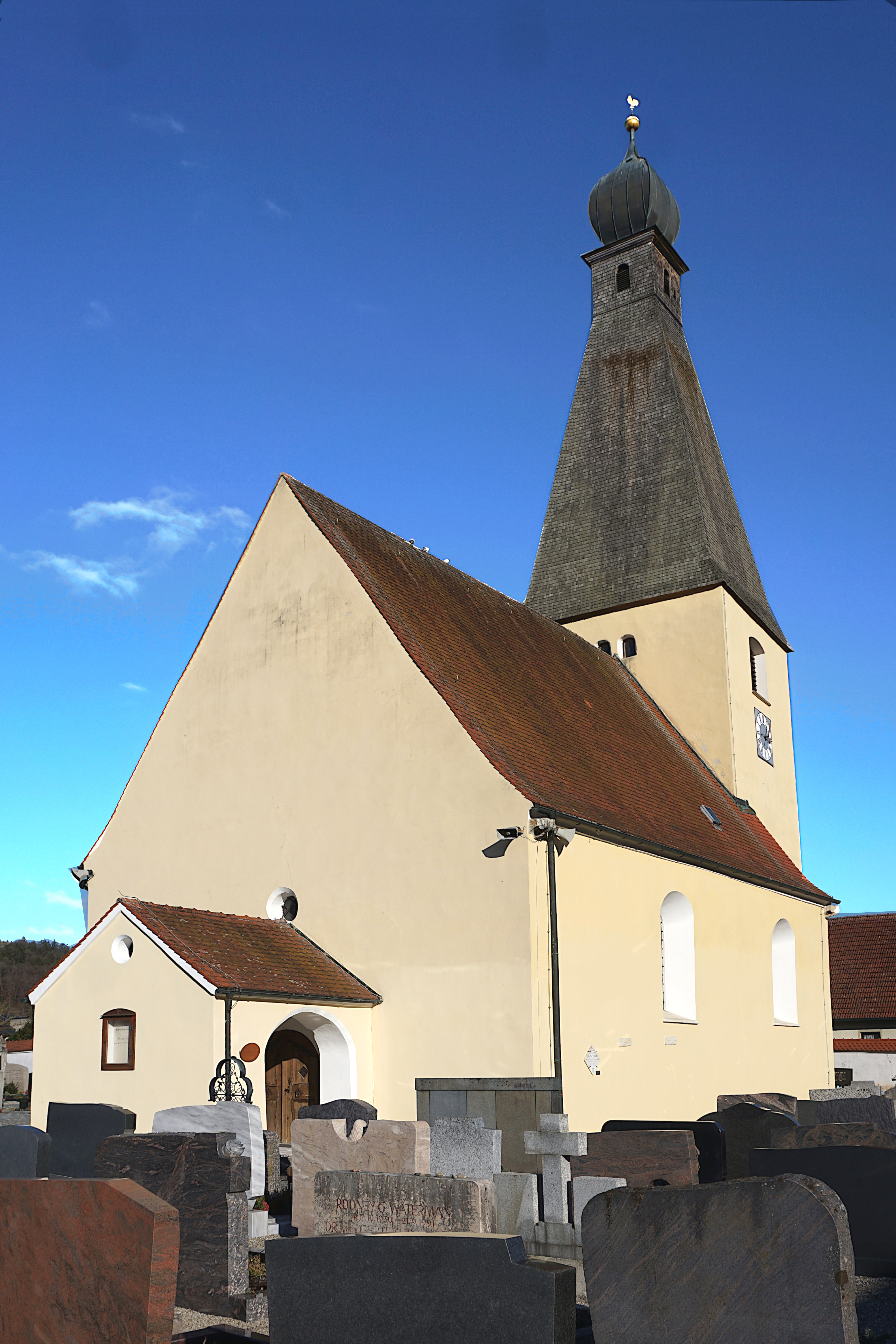
St. Martin in Altessing

Die römisch-katholische Filialkirche St. Martin steht in Altessing, einem Gemeindeteil des Marktes Essing im niederbayerischen Landkreis Kelheim. Sie ist in der Liste der Baudenkmäler in Essing unter der Nr. D-2-73-121-14 eingetragen. Die Kirche gehört zum Dekanat Kelheim im Bistum Regensburg.

## Beschreibung
St. Martin ist eine frühgotische, um 1710 veränderte Saalkirche. Sie besteht aus dem einschiffigen Langhaus, einem Chorturm im Osten und einem Vorbau an der Fassade mit dem Portal im Westen. Im obersten Geschoss des Chorturms hängen zwei Glocken mit den Schlagtönen a′ und c″; unter den Schallöffnungen sind die Zifferblätter der Turmuhr angebracht. Als Besonderheit erscheint das steile, mit Schindeln bedeckte Pyramidendach des Turms, das mit einer Zwiebelhaube bekrönt ist. Das Langhaus ist mit einer Flachdecke überspannt, der Chor, d. h. das Erdgeschoss des Chorturms, mit einem Kreuzgewölbe.
Der Rokoko-Hochaltar ersetzte einen morsch gewordenen gotischen Altar. Dieser neue Altar war aus der im späten 18. Jahrhundert durch Hochwasser und Eis zerstörten und 1802 profanierten Wörthkirche (Wörth oder Werth = Insel) Zum Heiligen Blut von Kelheim zum Preis von 20 Gulden übernommen worden. Hinzu kamen 142 Gulden für die Restaurierung sowie 42 Maß Bier und 3 Gulden, 24 Heller für den Transport. Weitere 30 Gulden kostete ein Altarblatt mit dem Bild des Kirchenpatrons St. Martin, das 1912 durch die erhaltene, aus Holz geschnitzte Darstellung im Mittelteil des Altars ersetzt wurde. Die Skulptur zeigt Martin hoch zu Pferd, wie er mit einem Bettler seinen Mantel teilt.
Der Kreuzweg stammt aus der Mitte des 18. Jahrhunderts.
Die Orgel mit fünf Registern, verteilt auf ein Manual und Pedal, wurde 1905 von Willibald Siemann gebaut.